# Roman I av Kiev
Roman I av Kiev, född okänt år, död 1180, var en monark (storfurste) av Kiev mellan 1171 och 1173 och 1175 och 1177. 